# Pseudochaeta argentifrons
Pseudochaeta argentifrons is een vliegensoort uit de familie van de sluipvliegen (Tachinidae). De wetenschappelijke naam van de soort werd voor het eerst geldig gepubliceerd in 1895 door Daniel William Coquillett.